# Мечеть Афйон Улу
Афйон Улу Камій — історична мечеть в Афйонкарагісарі в провінції Афйонкарагісар, Туреччина.

## Мечеть
Мечеть є найбільш важливою з багатьох мечетей у місті. 1272 року її збудував Хасан Нусретюддін. Її архітектором був Емір Хак Бей. Це приклад архітектури анатолійської дерев'яної мечеті періоду сельджуків. Дерев'яний брусовий дах, що охоплює дев'ять нефів, підтримується 40 дерев'яними колонами з добре виконаними капітелями в оздобленні сталактитом. Середній неф трохи ширший за інші, а також трохи вищий. Навколо мармурової молитовної ніші написано кілька віршів з Корану. Там же вказана дата будівництва.
1341 року було проведено першу реставрацію Муїнуддіном Еміром Абдуллою Беєм, напис про яку можна знайти на східних вхідних дверях. Будівля збереглася в первісному вигляді з плоским дахом, проте під час нещодавньої реставрації було додано ще один дах.
Мінарет у цеглі з глазурованими фігурами добре вцілів з часів сельджуків.

## Галерея

Велика мечеть Афйон, Зовнішній мінарет
Інтер'єр Великої мечеті Афйон з килимами
Інтер'єр Великої мечеті Афйон з міхрабом та мінбером
Велика мечеть
Велика мечеть Афйона, міхраб
Велика мечеть Афйон, внутрішні двері з міхрабу
Внутрішня стеля Великої мечеті Афйон
Внутрішня стеля Великої мечетіАфйон
Велика мечеть Афйона, деталі інтер'єру
Велика мечеть Афйона, деталі інтер'єру